# Jan Bommer
Jan Bommer (Amsterdam, 1 juni 1901 — 's-Gravenhage, 18 februari 1969) was een Nederlands politicus voor de Sociaal-Democratische Arbeiderspartij/Partij van de Arbeid.

## Persoonlijk
Jan Bommer was de zoon van de sigarenmaker en vakbondsbestuurder Frederik Bommer en zijn vrouw Janske Jansdr. Houkes en had een broer en een zus. In 1925 trouwde hij te Amsterdam met Jeltje Rodriguez de Miranda, met wie hij twee zoons en een dochter zou krijgen. Later zouden zij scheiden van tafel en bed en leefde hij samen met Tineke Schilthuis.

## Woningbouw
Al op jonge leeftijd (14 jaar) ging Bommer, die alleen de lagere school had afgerond, aan de slag als kantoorbediende bij het Centraal Bureau voor Sociale Adviezen. In 1923 werd hij ambtelijk secretaris van de Nationale Woningraad, wat hij tot 1945 zou blijven. Daarna werd hij bestuurslid van de Nationale Woningraad, een functie die hij tot zijn overlijden zou blijven vervullen.
Vanaf 1928 was hij secretaris voor de commissie van onderzoek naar woningbouw met rijkssteun. Na de oorlog hield hij zich vooral ook bezig met de Wederopbouw. Van november 1945 tot december 1952 (toen hij toetrad tot de Tweede Kamer) was hij adviseur en hoofd voorlichting van de Centrale Directie Wederopbouw bij het Ministerie van Wederopbouw en Volkshuisvesting. Vanaf 1 juli 1946 was hij lid van de (voorlopige) Raad voor de Volkshuisvesting en van 1947 tot 1950 was hij lid van de Staatscommissie herziening Woningswet (Staatscommissie-Van den Bergh). Ook was hij lid van de Commissie betreffende de ordening van de woningvoorziening, bestuurslid van Stichting Goed Wonen, voorzitter van de commissie krotopruiming en sanering (1953-1954) en voorzitter van de Commissie ter bestudering van het woningdistributiebeleid.

## Gemeentelijke politiek
Van 1935 tot 1941 was Bommer namens de SDAP lid van de gemeenteraad van Amsterdam en na de Tweede Wereldoorlog was hij bijna een jaar, van november 1945 tot september 1946 lid van de tijdelijke gemeenteraad van de stad. Ook was hij die tijd wethouder van publieke werken en volkshuisvesting van Amsterdam. Van september 1946 tot september 1947 was hij weer gewoon gemeenteraadslid. In 1947 legde hij zijn raadslidmaatschap neer wegens andere werkzaamheden. Wel was hij tot 1965 voorzitter van de Amsterdamse PvdA-afdeling.

## Tweede Kamer
Kort voor de Tweede Wereldoorlog, in september 1939, werd Bommer geïnstalleerd in de Tweede Kamer der Staten-Generaal namens de SDAP. Hij zou tot november 1945 lid blijven. Van 1942 tot 1944 was hij een van de gegijzelden in het gijzelaarskamp te Sint-Michielsgestel. Na de oorlog werd hij pas in 1952 weer lid van de Tweede Kamer, nu namens de Partij van de Arbeid. In 1947 was hij een serieuze kandidaat voor het ministerschap van Volkshuisvesting, maar uiteindelijk vervulde Lambertus Neher namens de PvdA deze post.
Toen Bommer terugkeerde in de Kamer in 1952 werd hij, gezien zijn brede ervaring, de volkshuisvestingsspecialist. Daarnaast hield hij zich ook bezig met Verkeer en Waterstaat. In 1953 interpelleerde hij de KVP-minister voor Volkshuisvesting Herman Witte over de huurverhoging voor naoorlogse woningen. Hij was ook ondervoorzitter van de Vaste Tweede Kamer-commissie voor Volkshuisvesting vanaf 1957 en van de bijzondere commissie voor de wijziging van de Onteigeningswet van 1961 tot 1964. Hij was voorzitter van de bijzondere commissie voor de ontwerp-Overgangswet Ruimtelijke Ordening van 1959 tot 1964.
Binnen de PvdA-fractie speelde Bommer een prominente rol: van 1959 tot zijn afscheid in 1967 was hij tweede vicefractievoorzitter en in 1965 was hij zelfs kandidaat voor het fractievoorzitterschap. Hij achtte zichzelf echter daarvoor ongeschikt, wat hij publiek maakte met het citaat "Ik zou mijn ongeschiktheid voor die functie niet beter kunnen bewijzen dan door haar te aanvaarden".
Bommer werd van 1958 tot 1966 negen keer als tweede op de voordracht voor het voorzitterschap van de Kamer gezet en was van 1958-1959 en 1961-1967 eerste ondervoorzitter, en in die functie in januari 1963 kort waarnemend voorzitter. Hij speelde van 1962 tot 1966 een belangrijke rol bij de totstandkoming van het reglement van orde van de Tweede Kamer. Hij zat in juni 1966 tijdens de debatten waarin de reglementsherziening werd behandeld naast Kamervoorzitter Frans-Jozef van Thiel, zodat zij samen die voorstellen konden verdedigen. Hij verdedigde in 1962 namens de Commissie voor de Werkwijze een interim-rapport over een nieuwe opzet voor de behandeling van begrotingen en de instelling van een Algemene Begrotingscommissie en was in 1967 lid van de Commissie Schadeloosstelling Tweede Kamerleden (Commissie-Götzen).
In 1967 stemden hij en Johan Scheps als enigen van hun fractie tegen een motie-Voogd over afschaffing van keuring van tv-films. In 1967 verliet hij samen met PvdA-Kamerlid Tineke Schilthuis de Kamer omdat zij samenleefden (Bommer was inmiddels gescheiden van tafel en bed).

## Overig
Na zijn terugkeer uit gevangenschap te Sint-Michielsgestel als gijzelaar was hij actief in het verzet bij de Vrije Groepen Amsterdam, die zich bezighield met hulp aan onderduikers, vervalsing van paspoorten en zorg voor joodse kinderen.
Na de oorlog werd hij lid van het curatorium van de Wiardi Beckman Stichting (1946), en was hij enige tijd docent aan de School voor Maatschappelijk Werk en de Akademie van Bouwkunst.
In 1957 werd Bommer benoemd tot Ridder in de Orde van de Nederlandse Leeuw.